# Sticker

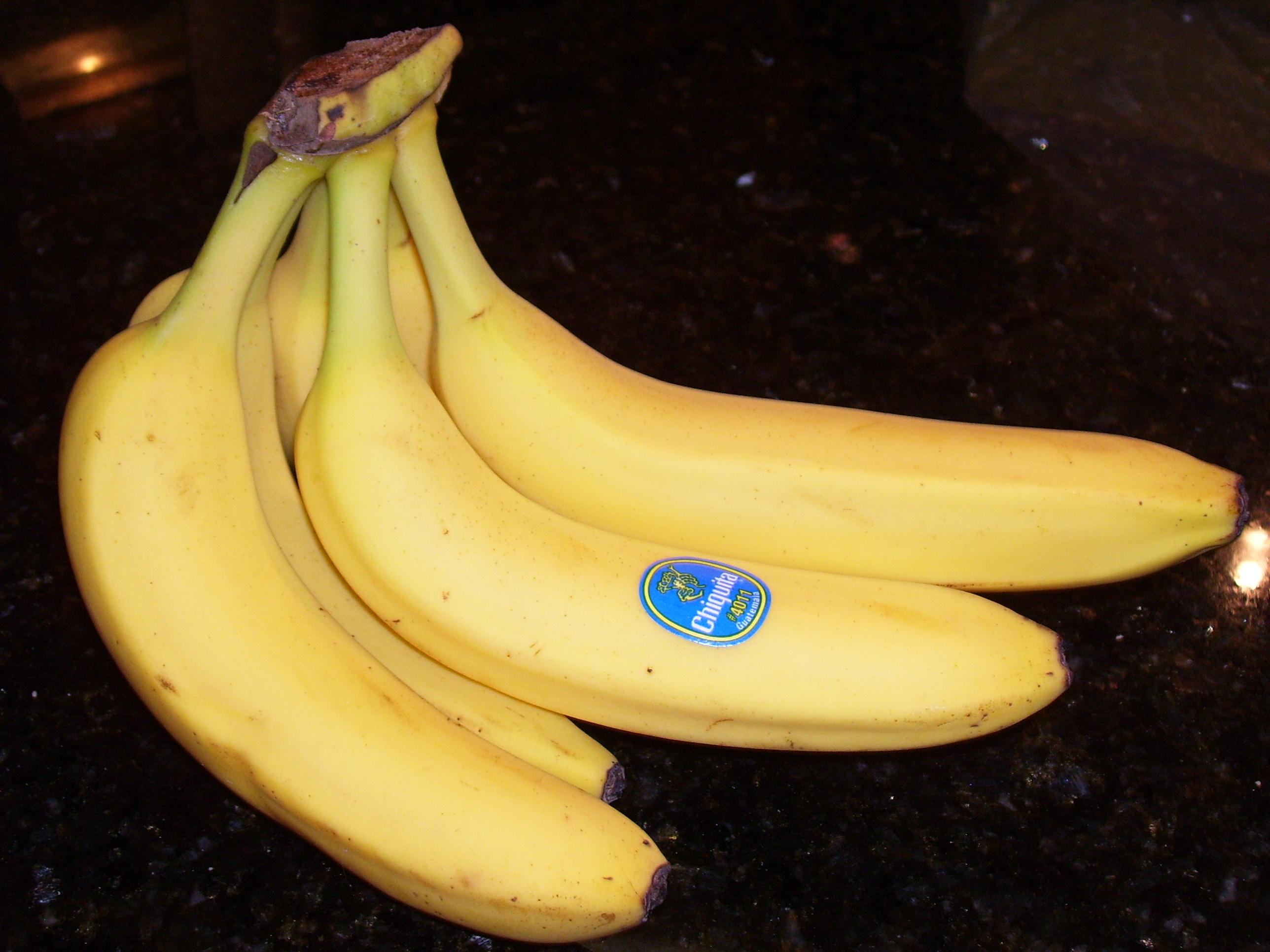
Een sticker op een Chiquita-banaan

Een sticker of  zelfklever is een stuk papier of plastic dat aan één zijde klevend is en meestal langs de andere niet-klevende zijde een bepaalde tekst of afbeelding heeft. Stickers komen voor in verschillende vormen, beeltenissen en groottes.

## Geschiedenis
In de jaren 60 van de twintigste eeuw werden voor het eerst hoogwaardige kleefmiddelen op een goedkope manier geproduceerd. Tegen het eind van dat decennium ontstond dan de sticker. Door de veelheid aan mogelijke toepassingen, nam het gebruik ervan snel toe en reeds in de loop van de jaren 70 werd de sticker gemeengoed. Vanaf de jaren 80 werden stickers voor het eerst een communicatiemiddel waarmee militanten of kunstenaars hun boodschap wilden overbrengen.

## Gebruik
Stickers worden vaak gebruikt wanneer een voorwerp verduidelijking behoeft. Ze kunnen bijvoorbeeld een bepaalde merknaam tonen om te verduidelijken dat een bepaald product van een bepaald bedrijf komt. Zo wordt fruit vaak gemerkt met een sticker. Ook worden stickers gebruikt om de steun van de klever te tonen voor een bepaald iemand, doel of overtuiging. Stickers kunnen ook dienen ter versiering. Zo worden ze soms gekleefd op brooddozen, kinderkamermuren, papier, kleding, kastjes en laptops. Maar ook worden ze op straatmeubilair geplakt, wat vaak onder wildplakken valt. Sommige mensen verzamelen ook stickers en ruilen ze met vrienden of andere verzamelaars.

## Modern
Tegenwoordig worden stickers op verschillende manieren geproduceerd. Zeefdruk en digitale printtechnieken zijn enkele voorbeelden hiervan. Maar ook worden veel stickers met een plotter gesneden. Deze moderne technieken zorgen ervoor dat bijna alle stickers makkelijk en snel te personaliseren zijn.
Daarnaast is het per stuk produceren van een ontwerp veel eenvoudiger geworden. Mede hierdoor zijn er op het internet diverse websites te vinden die dit soort mogelijkheden aanbieden.